# Köpek Irklarý ve Köpek Bilimleri Federasyonu
Köpek Irklarý ve Köpek Bilimleri Federasyonu (KIF) är Turkiets nationella kennelklubb. Den är medlem i den internationella kennelfederationen Fédération Cynologique Internationale (FCI). Den är de turkiska hundägarnas intresse- och riksorganisation och för nationell stambok över hundraser. Organisationen grundades 2006.